# JCK Holding
Die JCK Holding GmbH Textil KG (JCK Holding) ist eine deutsche Beteiligungs- und Managementholding mit globaler Ausrichtung sowie einer ausgeprägten Präsenz und daraus folgenden Aktivitäten im asiatischen Raum. Sie hat ihren Sitz in der Stadt Quakenbrück, im Kreis Osnabrück. Zu der Gruppe der Konzerngesellschaften gehören Unternehmen verschiedener Wirtschaftszweige. Fünf strategische Geschäftsfelder sind für die Entwicklung des operativen Geschäfts definiert: Bekleidung, Sport und Outdoor, Werbeartikel, Deko- und Geschenkartikel sowie Notfallausrüstung. Die JCK Holding versteht sich als Pionier im Private Label Business und führt auch Marken.

## Geschichte
Günter Kollmann begann, nach Abschluss seines Ingenieurstudiums und Beendigung seiner Karriere als Basketball-Bundesligaspieler, im Jahr 1971 mit dem Entwurf und der Herstellung bzw. dem Handel von Oberbekleidungstextilien. In der Anfangsphase konnte er sich dabei auf die Strukturen des elterlichen Textilbetriebes abstützen, der am Standort Quakenbrück, im Artland gelegen, Näherinnen im Lohnauftrag beschäftigte und vor allem Anoraks nähen ließ. Der Betrieb verfügte über eine eigene Textil-Zuschneiderei und war damit in der Lage, größengenaue Konfektionsserien zu nähen. Auch gab es ein eigenes Ladengeschäft in Quakenbrück.
Das Unternehmenskonzept des 'Jungunternehmers' sah zunächst die Herstellung von Kinderbekleidung vor. Die Anforderungen des Marktes ließen es dann vernünftig erscheinen, die Beschränkung auf dieses spezielle Produktsegment aufzugeben. Kollmann gelang es auf der Grundlage eines anforderungsgerechten Sortiments, vertragliche Vereinbarungen mit Abnehmern im Bereich des stationären Handels und des Versandhandels zu schließen, die es ihm ermöglichten, aufgrund der zu liefernden hohen Stückzahlen, die Produktion der bestellten Textilprodukte an sogenannte Zwischenmeister ins Ausland zu vergeben. Nur dadurch war es möglich, die Preisvorstellungen der Abnehmer zu erfüllen. Der wesentliche Erfolgsfaktor für die weitere Entwicklung der unternehmerischen Tätigkeit waren zufriedene Kunden aus dem Kreis der 'Großvolumenabnehmer'. Diese waren an einer festen, geregelten und stets äußerst verlässlichen Lieferantenbeziehung interessiert. Die hohen Zuwachsraten des Absatzes an modischer Oberbekleidung im Einzel- und Versandhandel wirkten sich ebenso positiv auf die Unternehmensentwicklung aus, wie die Entwicklung neuer Vertriebswege im Handel.
Die damalige unternehmerische Tätigkeit von Kollmann konnte zurückgeführt werden auf die handwerklichen Aktivitäten einer Hut-, Mützen- und Pelzmanufaktur, die im Jahr 1838 gegründet wurde. Sie wurde von Johann Christian Kollmann, dem Großvater von Günter Kollmann, übernommen. Das Namenslogo in der Firma 'JCK Holding' wurde aus den Initialen des Namens Johann Christian Kollmann gebildet. Aus den vielfältigen unternehmerischen Aktivitäten in den 1970er und 1980er Jahren ergab sich ein kontinuierliches Wachstum, das es ermöglichte eine Gruppe eigenständig operierender Gesellschaften, jeweils auf spezielle Märkte, zunächst vor allem auf Segmente der Branche Textil/Bekleidung (DOB, KOB, HAKA etc.) ausgerichtet, aufzubauen und zu entwickeln. 
Die JCK Holding wurde 1992 als Kommanditgesellschaft gegründet. Zum Kreis der Gesellschafter gehören institutionelle Beteiligungsgesellschaften, jeweils mit Beteiligungen im niedrigen einstelligen Prozentbereich (Stand November 2014).

## Unternehmensdaten
Die Holding erzielte im Geschäftsjahr 2013 einen Umsatz von 520,6 Mio. Euro (Vorjahr: 485,0 Mio. Euro). Davon entfiel auf das Ausland etwa ein Drittel. Die Anzahl der Mitarbeiter betrug im Jahresdurchschnitt 1.052. In den Konzernabschluss waren 31 Konzerngesellschaften einbezogen, von denen 19 durch eine 100-Prozent-Beteiligung verbunden waren. Einbezogen wurden ebenso 3 assoziierte Unternehmen. Die Umsätze wurden im Wesentlichen in den Geschäftsfeldern Textil/Bekleidung, Werbeartikel sowie im Bereich Sport/Outdoor erlöst.